# Голям-Вырбовник
Голям-Вырбовник (болг. Голям Върбовник) — село в Болгарии. Находится в Кюстендилской области, входит в общину Бобов-Дол. Население составляет 173 человека.

## Политическая ситуация
В местном кметстве Голям-Вырбовник, в состав которого входит Голям-Вырбовник, должность кмета (старосты) исполняет Кременка Велинова Велинова (ЛИДЕР) по результатам выборов.
Кмет (мэр) общины Бобов-Дол — Грети Йосиф Алексова (Коалиция в составе 3 партий: Национальное движение «Симеон Второй» (НДСВ), Земледельческий народный союз (ЗНС), Союз демократических сил (СДС)) по результатам выборов.